# Maria Schnee (Aach im Allgäu)

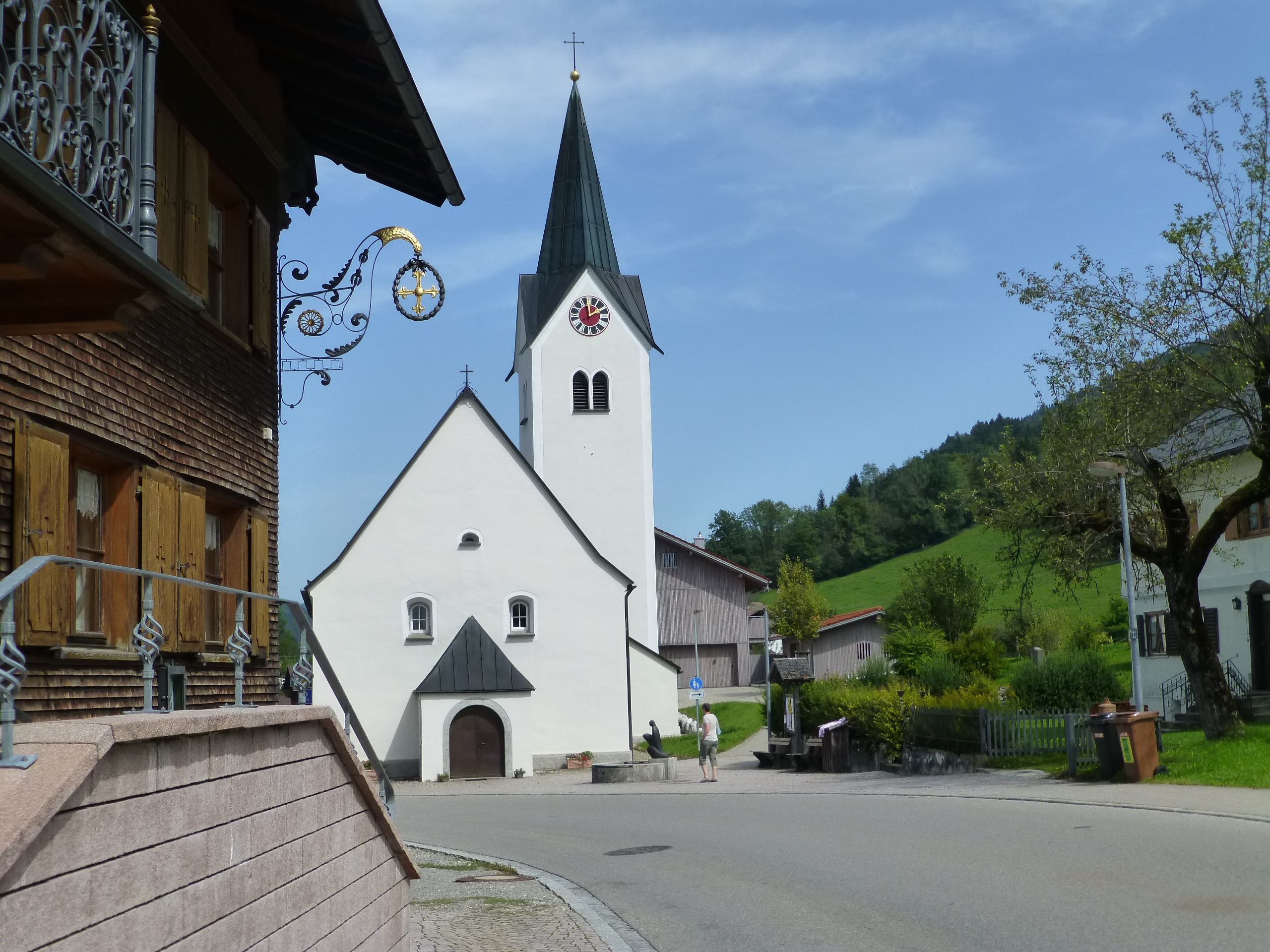
Kirche Maria Schnee in Aach

Die katholische Pfarrkirche und ehemalige Wallfahrtskirche Maria Schnee in Aach im Allgäu, einem Ortsteil der Gemeinde Oberstaufen im Landkreis Oberallgäu im bayerischen Regierungsbezirk Schwaben, wurde 1719 errichtet und 1825 erweitert. Die Kirche Maria Schnee mit der Adresse Aach 14 ist ein geschütztes Baudenkmal.

## Beschreibung
Der flach gedeckte Saalbau mit leicht eingezogenem, dreiseitig geschlossenem Chor besitzt an der Südseite einen quadratischen Turm mit Spitzhelm, der 1823/24 errichtet wurde.
Der Hochaltar im späten Rokoko wurde um 1779 geschaffen. In der Mitte steht eine Figur der Schutzmantelmadonna aus der Zeit um 1450/60. Zwischen den Säulen stehen die Figuren des heiligen Joachim und der heiligen Anna.
Die Seitenaltäre stammen aus den Jahren 1757/58 und die klassizistische Kanzel aus dem Jahr 1826.